# Carrer de la Garrotxa
El carrer de la Garrotxa és un carrer de Barcelona. Es troba al barri de El Guinardó a prop de la plaça de Maragall. El nom fa referència a la comarca catalana de la Garrotxa.

## Història
El carrer de la Garrotxa és el tram més ben conservat de l'antiga carretera d'Horta. Aquesta carretera sortia del Portal Nou i, en direcció nord, arribava al Guinardó a través del carrer del Freser. L'actual passeig de Maragall ocupa en bona part el seu espai. La construcció del tramvia elèctric d'Horta el 1901 passava per aquest tram de l'antiga carretera, però, per necessitats tècniques, obrí un nou pas entre Escornalbou i Rambla de la Muntanya. El passeig de Maragall s'urbanitzà seguint la via del tramvia de manera que el carrer Garrotxa va quedar preservat. Prop d'aquest punt de la carretera hi havia dues masies molt importants: can Vintró i can Sabadell.